# Velika Obarska
Velika Obarska (cyr. Велика Обарска) – wieś w Bośni i Hercegowinie, w Republice Serbskiej, w mieście Bijeljina. W 2013 roku liczyła 3902 mieszkańców.